# Virilità
Virilità (zu Deutsch Männlichkeit) ist eine italienische Filmkomödie aus dem Jahr 1974 von Paolo Cavara mit Turi Ferro, Marc Porel und Agostina Belli in den Hauptrollen.

## Handlung
Vito La Casella ist zwischen den Lenden enorm ausgestattet, und er lässt keine Gelegenheit aus, der Dorfbevölkerung seine große Männlichkeit zu beweisen. Er ist inzwischen mit der jungen Cettina verheiratet. Plötzlich kehrt Roberto la Casella, Vitos Sohn aus erster Ehe, aus London zurück, zusammen mit zwei jungen Liebhabern. Auch wenn Vito stolz ist, dass sein Sohn ebenso prächtig ausgestattet ist, ist er entsetzt, dass Roberto homosexuell ist und sich in aller Öffentlichkeit mit Männern küsst. Er will, dass sein Sohn ein ebensolcher Weiberheld wie er ist, und versucht, ihn mit Lucia, der Tochter des Apothekers, zu verkuppeln. Doch dann ertappt er seinen Sohn im Bett mit Cettina. Statt eifersüchtig zu werden, ist er nun stolz auf seinen nun immerhin bisexuellen Sohn Roberto, der jede und jeden mit seiner stolzen Männlichkeit beglücken kann – und auf die neue Art der Ménage à trois.

## Kritik
C. G. Fava urteilte im Corriere Mercantile, das Kernthema des Films sei „trivial, aber ausbaufähig, was der Film etwas langweilig aber immerhin realitätsnah und dramatisch-satirisch umsetze. Allerdings überwiegen die unflätigen, zufällig wirkenden, chaotischen, düsteren Töne der sizilianischen (gleichwohl immer in Rom erdachten) Komödie vor.“